# Jevíčko
Jevíčko (Duits: Gewitsch) is een Tsjechische stad in het district Svitavy in de regio Pardubice. De stad ligt 16 kilometer ten noorden van Boskovice. Jevíčko telt circa 2800 inwoners (2016). Het historische centrum van de stad is uitgeroepen tot beschermd stadsgezicht.

## Geografie
Jevíčko ligt in het centrum van de streek genaamd Malá Haná (Kleine Haná). Deze door beboste heuvels omringde laagvlakte, vormt een onderdeel van een lange geologische breuk, geheten de Boskovická brázda (Boskovice groef). De stad ligt aan Malonínský potok (kreek). In het westen verheft zich de Kumperk ( Kohlberg , 564 m), in het oosten ligt de spoorlijn van Česká Třebová naar Boskovice. Het treinstation ligt op een kilometer buiten de stad, halverwege Jaroměřice.

## Geschiedenis
De stad ligt aan de vroegere handelsroute die Praag met Brno en Olomouc verbond. In 1258 kreeg de stad van koning Ottokar II van Bohemen stadsrechten.

##### Historisch Centrum
De vorm van de stad Jevíčko is een duidelijk voorbeeld van middeleeuwse architectuur. De ovale stad heeft een radiaal-concentrische plattegrond. Het centrum bestaat uit een groot rechthoekig plein, van waaruit routes naar de vier windstreken voeren. De kruiswegen zijn onderling verbonden door straten die de vorm van de vroegere stadsmuren volgen. Geen van de vier stadspoorten zijn echter bewaard gebleven.

## Bezienswaardigheden
- De Maria Hemelvaart kerk, gebouwd in 1762-1766 naar ontwerp van architect Paul Merta Boskovice.
- De 50 meter hoge stadstoren.
- In de Soudní straat kan men de Joodse synagoge, gebouwd in 1794 bezichtigen.

Banín ·
Bělá nad Svitavou ·
Bělá u Jevíčka ·
Benátky ·
Bezděčí u Trnávky ·
Biskupice ·
Bohuňov ·
Bohuňovice ·
Borová ·
Borušov ·
Brněnec ·
Březina ·
Březinky ·
Březiny ·
Březová nad Svitavou ·
Budislav ·
Bystré ·
Cerekvice nad Loučnou ·
Čistá ·
Desná ·
Dětřichov ·
Dětřichov u Moravské Třebové ·
Dlouhá Loučka ·
Dolní Újezd ·
Gruna ·
Hartinkov ·
Hartmanice ·
Horky ·
Horní Újezd ·
Hradec nad Svitavou ·
Chmelík ·
Chornice ·
Chotěnov ·
Chotovice ·
Chrastavec ·
Janov ·
Janůvky ·
Jaroměřice ·
Jarošov ·
Javorník ·
Jedlová ·
Jevíčko ·
Kamenec u Poličky ·
Kamenná Horka ·
Karle ·
Koclířov ·
Korouhev ·
Koruna ·
Křenov ·
Kukle ·
Kunčina ·
Květná ·
Lavičné ·
Linhartice ·
Litomyšl ·
Lubná ·
Makov ·
Malíkov ·
Městečko Trnávka ·
Mikuleč ·
Mladějov na Moravě ·
Morašice ·
Moravská Třebová ·
Nedvězí ·
Němčice ·
Nová Sídla ·
Nová Ves u Jarošova ·
Oldřiš ·
Opatov ·
Opatovec ·
Osík ·
Pohledy ·
Polička ·
Pomezí ·
Poříčí u Litomyšle ·
Příluka ·
Pustá Kamenice ·
Pustá Rybná ·
Radiměř ·
Radkov ·
Rohozná ·
Rozhraní ·
Rozstání ·
Rudná ·
Rychnov na Moravě ·
Řídký ·
Sádek ·
Sebranice ·
Sedliště ·
Sklené ·
Slatina ·
Sloupnice ·
Staré Město ·
Stašov ·
Strakov ·
Suchá Lhota ·
Svitavy ·
Svojanov ·
Široký Důl ·
Študlov ·
Telecí ·
Trpín ·
Trstěnice ·
Tržek ·
Třebařov ·
Újezdec ·
Útěchov ·
Vendolí ·
Vidlatá Seč ·
Víska u Jevíčka ·
Vítějeves ·
Vlčkov ·
Vranová Lhota ·
Vrážné ·
Vysoká ·
Želivsko